# Oktay Özdemir (Schauspieler)
İnanç Oktay Özdemir (* 6. Oktober 1986 in Berlin) ist ein deutschtürkischer Schauspieler.

## Leben
Özdemir wuchs in Berlin auf und ist türkischer Abstammung. Er war langjähriges Mitglied des Berliner Cabuwazi-Zirkus. Hier wurde Özdemir im Alter von 12 Jahren auch als Darsteller „gecastet“, obwohl er noch keinen Schauspielunterricht genommen hatte. Özdemir schreibt und inszeniert in seiner Freizeit auch kleine Theaterprojekte. Sozial engagiert er sich bei integrativen Theaterprojekten und Workshops für Jugendliche.
Özdemirs Filmkarriere begann mit einer Nebenrolle in König der Diebe (2004) von Regisseur Ivan Fíla. Hiernach erhielt er seine erste Hauptrolle in Jargo (2003). Nach einem kleinen Auftritt in dem Fernseh-Zweiteiler Zeit der Wünsche (2004) erreichte er durch seine Rolle des Theo in dem Kinofilm Ein Freund von mir mit Daniel Brühl und Jürgen Vogel größere Bekanntheit in Deutschland.
Als Filmschauspieler verkörpert Özdemir häufig kriminelle, gewaltbereite Männer, nach Jargo auch in den späteren Knallhart (2006) und Wut (2006). Die Filmkritik hob in diesem Zusammenhang die realistische Darstellungskunst und physische Präsenz des Schauspielers hervor.
Özdemir ist Vater eines Sohnes. Aufgrund einer Kokainsucht verringerte sich die Zahl der Rollenangebote an ihn, sodass er Arbeitslosengeld II bezog und 2022 obdachlos war.

## Filmografie

### Filme
- 2000: König der Diebe
- 2004: Jargo
- 2005: Zeit der Wünsche
- 2005: Tote Hose – Kann nicht, gibt's nicht (Fernsehfilm)
- 2006: Knallhart
- 2006: Wut (Fernsehfilm)
- 2006: Ein Freund von mir
- 2007: Schwarze Schafe
- 2007: Kronos
- 2007: Leroy
- 2007: Straight
- 2008: 1. Mai – Helden bei der Arbeit
- 2008: Fliegen (Kurzfilm)
- 2009: Vorstadtkrokodile
- 2009: Method
- 2009: Moruk (Kurzfilm)
- 2010: Zeiten ändern Dich
- 2011: Aus Liebe
- 2011: Keine Zeit zu Leben
- 2012: Nemez
- 2016: Meteorstraße
- 2017: Bibi & Tina: Tohuwabohu Total
- 2017: Ich gehöre ihm
- 2018: Asphaltgorillas

### Fernsehserien und -reihen
- 2005: Doppelter Einsatz – Mord auf dem Stundenplan
- 2005: Abschnitt 40 – Viel zu heiß
- 2006: Nachtschicht – Der Ausbruch
- 2007: Dr. Psycho – Osama
- 2007: Stubbe – Von Fall zu Fall – Bittere Wahrheit
- 2008: Großstadtrevier – Das Erfolgsgeheimnis
- 2008: Die Anwälte – Glauben
- 2008: Dr. Molly & Karl – Der Löwe von Izmir
- 2010: SOKO Leipzig – Der Aufstand
- 2011: Der Dicke – Verlustgeschäfte
- 2012: Tatort – Alles hat seinen Preis
- 2012: Letzte Spur Berlin – Verhängnis
- 2021: Kiez knallhart: Berlin-Neukölln
- 2022: Die Heiland – Wir sind Anwalt – Die Waffe im Müll

### Musikvideos
- 2019: Authentic Company

## Theater
- 2008: Goldener Westen in Théâtre National du Luxembourg, Ruhrfestspiele Recklinghausen & Renaissance-Theater Berlin
- 2011: Adam's Äpfel im Hans Otto Theater Potsdam

## Auszeichnungen
- 2006 – Undine Award – Bester jugendlicher Nebendarsteller
- 2007 – Adolf-Grimme-Preis (stellvertretend für das Darstellerteam von Wut)
- 2007 – New York Festivals – „Gold Medal“ (zusammen mit Züli Aladag, August Zirner, Max Eipp und Corinna Harfouch)